# تجارة الحفريات

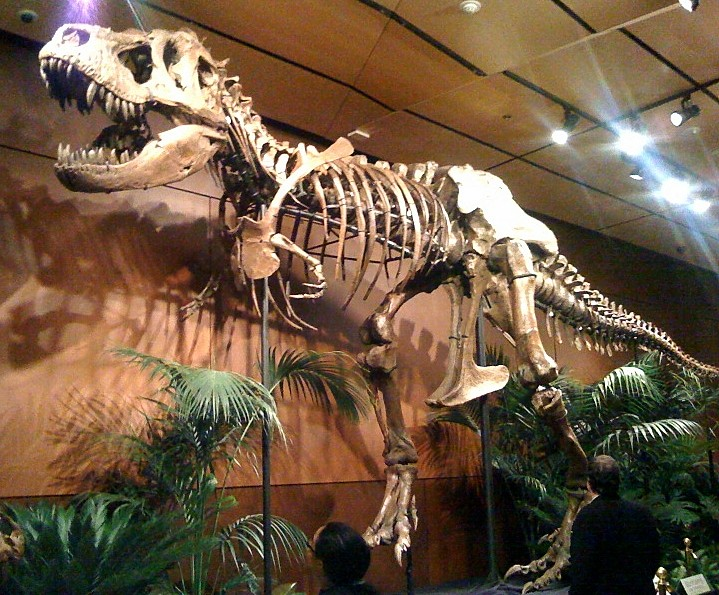
شمشون، نموذج لفصيلة التيرانوصور كان معروضًا للبيع في مزاد علني في إيباي في عام 2000 بسعر عرض بلغ أكثر من 8 ملايين دولارات أمريكية.

يشير مصطلح تجارة الحفريات إلى عملية بيع وشراء الحفريات. وقد حدث ذلك عدة مرات بطريقة غير قانونية مع الحفريات المسروقة، حيث يفُقد العديد من النماذج العلمية الهامة كل عام. وهناك تركيز كبير على تجارة الحفريات غير القانونية في الصين، حيث سُرقت العديد من النماذج هناك. فهذا النوع من التجارة مربح للغاية، حيث يهتم العديد من المشاهير بجمع هذه الحفريات والاحتفاظ بها.
إن جمعية الفقاريات المتحجرة القديمة (Society of Vertebrate Paleontology)، هي جمعية دولية تتكون من علماء الحفريات من الفقاريات القديمة ممن يهوون هذا العلم، وتعتقد هذه الجمعية أن الحفريات المهمة من الناحية العلمية - وخاصة على سبيل المثال لا الحصر تلك الحفريات التي توجد في أراضٍ عامة - يجب أن تُحفظ دائمًا في خزانة عامة أو في متحف أو معهد بحثي، حيث يمكن الاستفادة منها من قبل الجمعيات العلمية وكذلك لكي تُحفظ كاملة للأجيال القادمة. في الولايات المتحدة الأمريكية، صدر قانون حماية الثروة الأحفورية رقم S. 546 وقانون H. R. 2416 في الكونغرس الأمريكي بدعم كامل من جمعية الفقاريات المتحجرة القديمة.

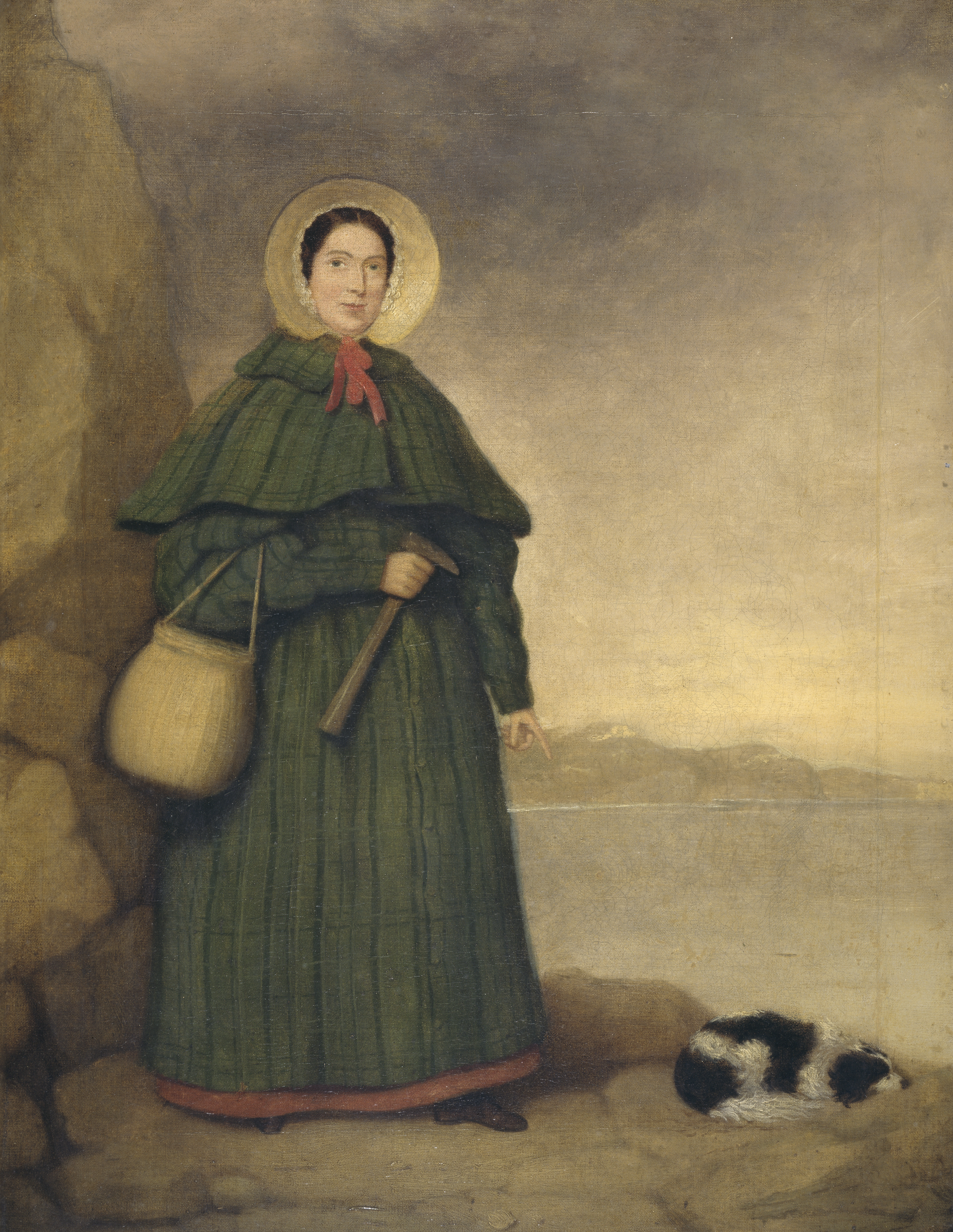
ماري آننج (Mary Anning) هي إحدى الشخصيات المشهورة في جمع وتجارة الحفريات

يعتقد الكثير من جامعي وتجار الحفريات أن هذه السياسات هي انتهاك لحقوقهم. وهناك جدل قائم يدور حول أن هناك عددًا قليلاً للغاية من علماء الحفريات يقومون بتجميع وحفظ الحفريات المعرضة حاليًا للعوامل الطبيعية، لذا فإنه من الضروري أن يُسمح للمواطنين العاديين بجمع واقتناء هذه الحفريات من أجل المحافظة عليها. على الرغم من أن هذا الجدل يبدو مقنعًا، إلا أنه أغفل عدة حقائق وهي 1) أن جامعي الحفريات من المواطنين العاديين والهواة (الذين لا يسعون للربح) يشاركون بشكل متكرر في ترميم وحفظ الحفريات الفقارية الهامة، و2) حفظ الحفريات الهامة لا يتطلب أو يستدعي بيع هذه الحفريات.
وطبقًا لقانون الأخلاق الداخلي لجمعية الفقاريات المتحجرة القديمة، فإن «مقايضة الحفريات الفقارية المهمة أو بيعها أو شراؤها للأغراض العلمية غير جائز، ما لم تُجلب أو تُحفظ في خزانة عامة.»